# مهرجان الرحل الدولي
تحتضن مدينة محاميد الغزلان (جنوب شرق المغرب) المهرجان السنوي للرحل وذلك منذ انطلاقه عام 2004 من تنظيم جمعية “رحل العالم”، حيث يجسد هذا المهرجان ثقافة الرحل العريقة وموروثهم الضارب في التاريخ، ويهدف كذلك إلى تعزيز الحوار بين الثقافات، والحفاظ على تراث الأسلاف المهدد بالانقراض، وإحياء تقاليدهم وعاداتهم.

## احتفالات وبرامج المهرجان
يعتبرهذا التقليد السنوي مناسبة للتعريف بثقافة الرحل عبرالغوص في تقاليد وعادات هذه الشريحة المهمة من المجتمع المغربي وذلك بتنظيم عدة احتفالات وورشات من قبيل المنافسات التقليدية لهوكي الرمال المعروف محليا ب“المكشاح” وسباق الهجن المسماة “اللز” بالاضافة الى عروض للموسيقى الروحية الكناوية ، وستُنظّم مسابقة لإعداد خبز الرمال “الملا”، بالإضافة الى تظاهرة لنصب الخيم التقليدية للرحل. ويتميزهذا المهرجان باختيارموضوع جديد في كل دورة ، حيث ان نسخة السنة الماضية (2023) كانت تحمل مهمة التعريف بمكون أصيل في ثقافة الرحل؛ وهو الحكاية حيث يقوم مجموعة من الحكواتيين بسرد حكايات تغوص في اعماق حياة الرحل وتقاليدهم في هذه المناطق الصحراوية. وسلطت الدورة الحديثة(2024) الضوء على التصوف عبر الكشف عن الأبعاد الروحية والفنية لهذا التقليد العريق. وقد شاركت فيه كل من مجموعة « قبائل درعة » (Daraa Tribes)، ومجموعة « درويش سبيريت »، والراقص الصوفي « ميمو سابور »، والمنشد محسن الزكاف، علاوة على الفنانة الفرنسية « آنا غراهام » والمداح الحساني محمد باعيا رفقة مجموعة السلام للمديح.

## روابط خارجية
-الموقع الرسمي للمهرجان الدول للرحل
-وزارة الثقافة المغربية
-المكتب الوطني المغربي للسياحة ONMT
-بريد المغرب
-مؤسسة البنك الشعبي
-الجماعة الترابية لزاكورة